# Psaume 146 (145)
Le psaume 146 (145 selon la numérotation grecque de la Septante) est un psaume de louange, parmi les derniers psaumes du livre des Psaumes. Dans la Septante, il est attribué aux prophètes Aggée et Zacharie.

## Texte
| verset | original hébreu                                       | traduction française de Louis Segond                                                                          | Vulgate latine |
| ------ | ----------------------------------------------------- | --- | --- |
| 1      | הַלְלוּ-יָהּ:הַלְלִי נַפְשִׁי, אֶת-יְהוָה                            | Louez l’Éternel ! Mon âme, loue l’Éternel !                                                                   | Alleluia Aggei et Zacchariae                                                                                            |
| 2      | אֲהַלְלָה יְהוָה בְּחַיָּי; אֲזַמְּרָה לֵאלֹהַי בְּעוֹדִי                    | Je louerai l’Éternel tant que je vivrai, je célébrerai mon Dieu tant que j’existerai.                         | Lauda anima mea Dominum laudabo Dominum in vita mea psallam Deo meo quamdiu fuero nolite confidere in principibus       |
| 3      | אַל-תִּבְטְחוּ בִנְדִיבִים-- בְּבֶן-אָדָם, שֶׁאֵין לוֹ תְשׁוּעָה             | Ne vous confiez pas aux grands, aux fils de l’homme, qui ne peuvent sauver.                                   | In filiis hominum quibus non est salus                                                                                  |
| 4      | תֵּצֵא רוּחוֹ, יָשֻׁב לְאַדְמָתוֹ; בַּיּוֹם הַהוּא, אָבְדוּ עֶשְׁתֹּנֹתָיו         | Leur souffle s’en va, ils rentrent dans la terre, et ce même jour leurs desseins périssent.                   | Exibit spiritus eius et revertetur in terram suam in illa die peribunt omnes cogitationes eorum                         |
| 5      | אַשְׁרֵי--שֶׁאֵל יַעֲקֹב בְּעֶזְרוֹ: שִׂבְרוֹ, עַל-יְהוָה אֱלֹהָיו             | Heureux celui qui a pour secours le Dieu de Jacob, qui met son espoir en l’Éternel, son Dieu !                | Beatus cuius Deus Iacob adiutor eius spes eius in Domino Deo ipsius                                                     |
| 6      | עֹשֶׂה, שָׁמַיִם וָאָרֶץ-- אֶת-הַיָּם וְאֶת-כָּל-אֲשֶׁר-בָּם;הַשֹּׁמֵר אֱמֶת לְעוֹלָם  | Il a fait les cieux et la terre, la mer et tout ce qui s’y trouve. Il garde la fidélité à toujours.           | Qui fecit caelum et terram mare et omnia quae in eis                                                                    |
| 7      | עֹשֶׂה מִשְׁפָּט, לָעֲשׁוּקִים--נֹתֵן לֶחֶם, לָרְעֵבִים; יְהוָה, מַתִּיר אֲסוּרִים | Il fait droit aux opprimés ; il donne du pain aux affamés ; l’Éternel délivre les captifs ;                   | Qui custodit veritatem in saeculum facit iudicium iniuriam patientibus dat escam esurientibus Dominus solvit conpeditos |
| 8      | יְהוָה, פֹּקֵחַ עִוְרִים--יְהוָה, זֹקֵף כְּפוּפִים; יְהוָה, אֹהֵב צַדִּיקִים   | l’Éternel ouvre les yeux des aveugles ; l’Éternel redresse ceux qui sont courbés ; l’Éternel aime les justes. | Dominus inluminat caecos Dominus erigit adlisos Dominus diligit iustos                                                  |
| 9      | יְהוָה, שֹׁמֵר אֶת-גֵּרִים--יָתוֹם וְאַלְמָנָה יְעוֹדֵד; וְדֶרֶךְ רְשָׁעִים יְעַוֵּת | L’Éternel protège les étrangers, il soutient l’orphelin et la veuve, mais il renverse la voie des méchants.   | Dominus custodit advenas pupillum et viduam suscipiet et viam peccatorum disperdet                                      |
| 10     | יִמְלֹךְ יְהוָה, לְעוֹלָם-- אֱלֹהַיִךְ צִיּוֹן, לְדֹר וָדֹר:הַלְלוּ-יָהּ        | L’Éternel règne éternellement ; ton Dieu, ô Sion ! subsiste d’âge en âge ! Louez l’Éternel !                  | Regnabit Dominus in saecula Deus tuus Sion in generationem et generationem                                              |

## Usages liturgiques

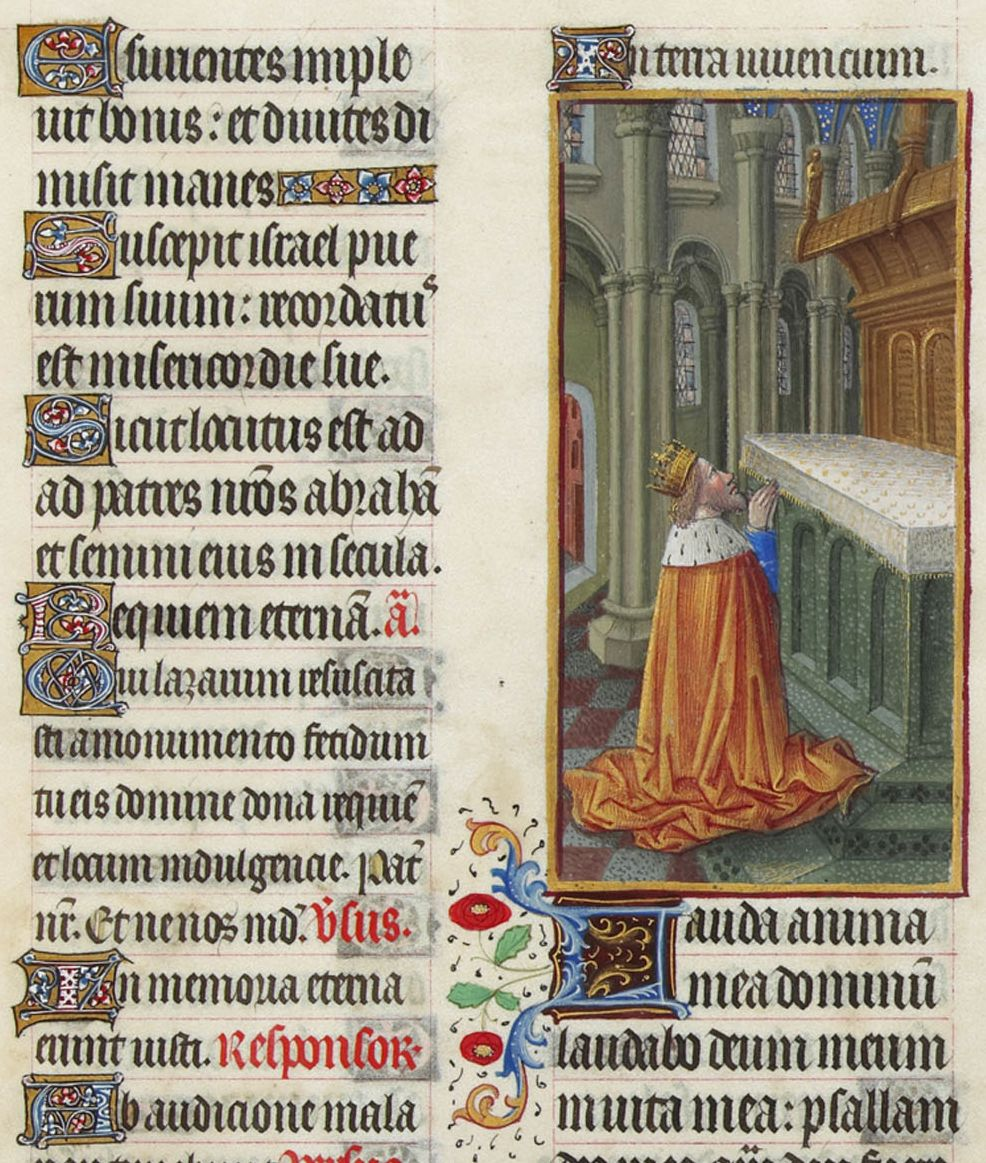
Début du psaume 146 à droite, Hymne au dieu secourable, folio 85 des Très Riches Heures du duc de Berry, musée Condé, ms.65. Miniature représentant le roi David en prière

### Dans le judaïsme
Le psaume 146 est récité chaque jour lors de la prière Pesukei Dezimra', et la bénédiction Pokeiakh Ivrim des Birkot Hashachar en est tirée. On trouve aussi le verset 10 dans la Kedushah, la troisième section des Amidot, et dans la Amidah des grandes fêtes.

### Dans le christianisme

#### Chez les catholiques
Selon la règle de saint Benoît établie vers 530, ce psaume était exécuté lors de la célébration de vêpres du samedi, car saint Benoît de Nursie attribua les derniers psaumes aux vêpres,.
Dans la liturgie des Heures actuelle, le psaume 146 est différentement récité aux laudes du jeudi de la quatrième semaine, d'après son contexte théologique. Dans la liturgie de la messe, il est lu pour l’année A le 3e dimanche de l’avent et le 4e du temps ordinaire, pour l’année B les 23e et 32e dimanche du temps ordinaire, et pour l’année C, le 26e dimanche du temps ordinaire.